# Їх двоє
«Їх двоє» (англ. The Two of Them) — феміністичний науково-фантастичний роман американської письменниці Джоанни Расс. Вперше вийшов 1978 року у США у видавництві Berkley Books, у Великій Британії — 1986 року у видавництві The Women's Press. Востаннє передруковувався 2005 року видавництвом Wesleyan University Press з передмовою Сари Ле Фану.

## Сюжет
Ірен, галактична агентка, рятує молоду жінку Зубейде від андроцентричної культури колонізованої планети Ала-Ед-Дін, де жінок утримують у пурдах.
У романі, з дозволу Сюзетт Гейден Елджін, використовуються герої та сюжети з її оповідання «Заради милості». Расс вказує на це на сторінці з присвятою роману.